# 長安寺 (大阪市天王寺区)
長安寺（ちょうあんじ）は、大阪府大阪市天王寺区にある浄土宗の寺院。
5月中旬から6月上旬にかけて境内は色とりどり、数多くの花菖蒲で埋め尽くされる。

## 沿革
天正年間に寂譽による開基。開山は法譽（慶長12年6月25日）。
昭和20年（1945年）1月20日の空襲により無縁塔に爆弾落下し、本堂・書院・庫裡等に被害が出る。
3月13日の大阪大空襲で観音堂他一棟を焼失。ついで6月1日の大空襲で、山門以外のすべての堂宇を焼失した。
現存の本堂は昭和47年11月に再建されたものである。
本尊は阿弥陀如来。像高五尺五寸。
寛文3年（1663年）多くの信者からの寄進により、加古川市の鶴林寺より当山に請来された。制作時期は不詳であるが、聖徳太子御作と伝えられる。
幸い2度の大阪大空襲の火難は逃れるが、昭和25年9月3日、ジェーン台風による仮本堂倒壊とともに破損。京都の国宝修理所において修復され、現在に至る。

## 所在地
大阪府大阪市天王寺区城南寺町5-13